# New-York-Airways-Flug 901
Der New-York-Airways-Flug 901 (Flugnummer: NY901, Funkrufzeichen NEW YORK 901) war ein Inlandslinienflug der New York Airways vom John F. Kennedy International Airport in New York City zum Newark International Airport in New Jersey. Am 15. Juli 1969 verunglückte auf diesem Flug eine De Havilland Canada DHC-6-200 Twin Otter beim Start. Durch den Unfall wurden drei Insassen der Maschine getötet.

## Maschine
Die verunglückte Maschine war eine De Havilland Canada DHC-6-200 Twin Otter mit der Werknummer 175. Sie wurde im Jahr 1955 im Werk von De Havilland Canada in Downsview, Ontario endmontiert und absolvierte am 22. Oktober 1968 ihren Erstflug. Am 6. November 1968 wurde sie an die Miami Aviation ausgeliefert und durch diese mit dem Kennzeichen N558MA in Betrieb genommen, welche die Maschine, die auf die American National Bank of Jacksonville zugelassen wurde, umgehend an die New York Airways vermietete. Das zweimotorige Zubringerflugzeug war mit zwei Turboproptriebwerken des Typs Pratt & Whitney Canada PT6A-27 ausgestattet.

## Insassen
Den Flug von New York City nach Newark hatten elf Passagiere angetreten. Es befand sich eine dreiköpfige Besatzung an Bord, bestehend aus einem Flugkapitän, einem Ersten Offizier und einer Flugbegleiterin. Der 53-jährige Flugkapitän verfügte über 12.110 Stunden Flugerfahrung, wovon er 180 Stunden mit der de Havilland DHC-6 Twin Otter absolviert hatte.

## Unfallhergang
Der Unfall ereignete sich um 06:57 Uhr Ortszeit. Da die Maschine gegenüber dem Flugplan bereits 12 Minuten Verspätung hatte, versuchte der Kapitän, den Abflug zu beschleunigen, indem er den Start von der Kreuzung zweier Landebahnen aus durchführte. Obwohl der Fluglotse den Kapitän davor warnte, dass eine Boeing 707 gerade von derselben Bahn gestartet war, führte er den Start durch. Kurz nach dem Abheben geriet das Flugzeug in eine instabile Fluglage, erlitt einen Strömungsabriss und stürzte ab. Beide Piloten und ein Passagier wurden getötet. Die übrigen elf Insassen wurden verletzt, einige von ihnen schwer.

## Ursache
Das National Transportation Safety Board übernahm nach dem Unfall die Ermittlungen zur Unfallursache. Die Ermittler kamen zu dem Ergebnis, dass die Piloten beim Durchfliegen einer Wirbelschleppe, die von der kurz zuvor auf derselben Startbahn gestarteten Boeing 707 erzeugt worden war, die Kontrolle über ihre Maschine verloren haben. Die Ermittler bemängelten, dass die Piloten die Warnung des Fluglotsen nicht ernst genommen hatten.